# Maybach Mb IV

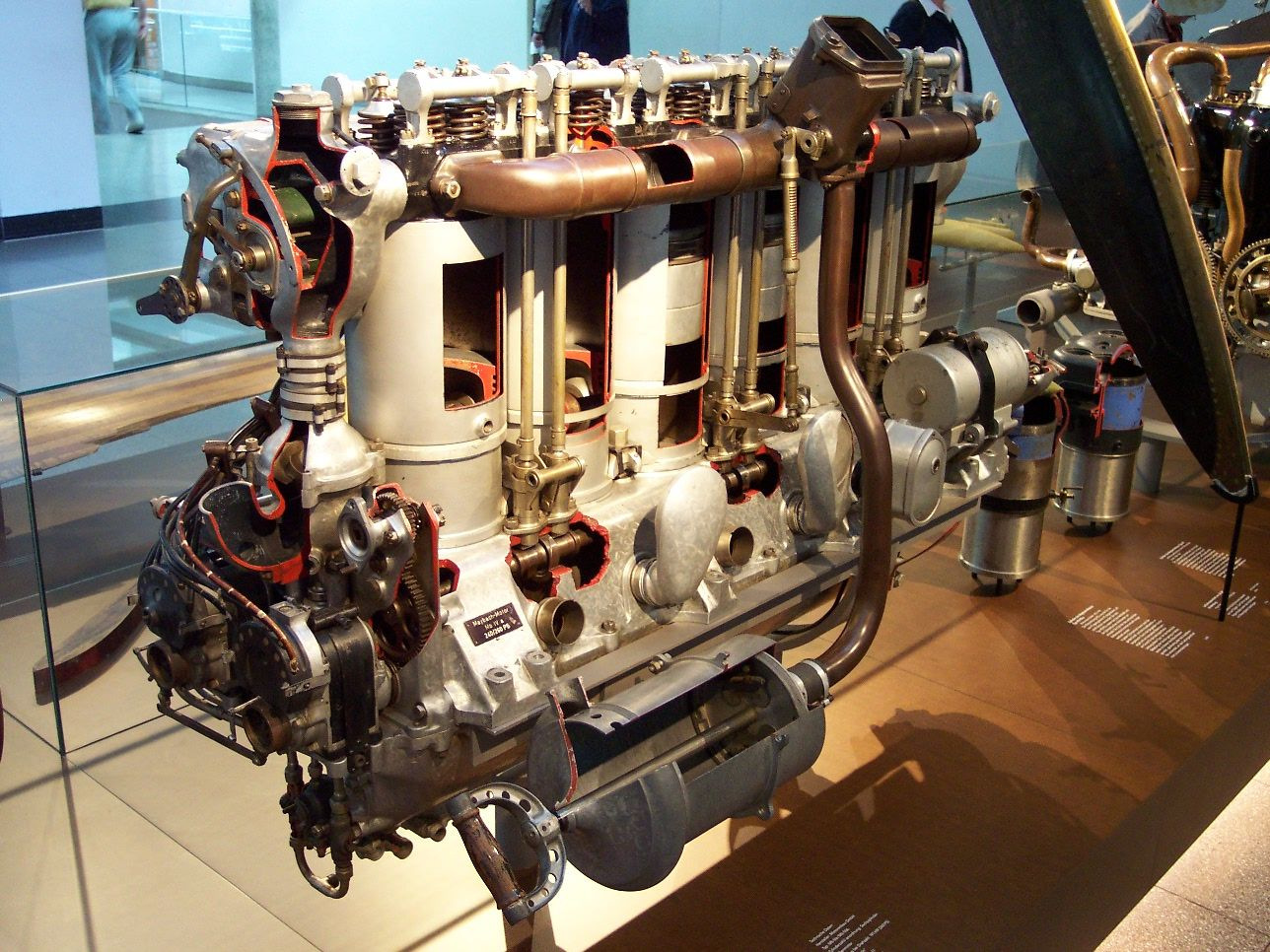
Maybach Mb IVa

Maybach Mb IV är en sex-cylindrig, vattenkyld, radmotor för luftfarkoster.
Motorn Mb IV utvecklades av Maybach-Motorenbau GmbH under första världskriget för att förse de tyska luftskeppen och de större flygplanstyperna med kraftigare motorer. Motorns förgasare kunde förinställas för att arbeta optimalt på hög höjd. Motorn utverkade mellan 240 och 260 hästkrafter beroende på höjd.

## Flygplan och luftskepp bestyckade med Mb IV
- Albatros L 58
- Heinkel HE 1
- FVM S 21
- Zeppelin-Lindau Rs.III
- Zeppelin-Lindau Rs.IV
- Zeppelin Staaken R.VI
- Zeppelin Staaken R.XIV
- Zeppelin Staaken R.XV
- LZ 120 Bodensee